# Heym AG
A Heym AG é uma fabricante alemã de armas de fogo fundada em 1865. A Heym fabrica espingardas, rifles por ação de ferrolho e rifles duplos.
Localizada em Römhild, Turíngia ela tem 35 empregados e gera US$ 2,91 milhões em vendas.

## Premiações
Essas são as premiações obtidas pela Heym:
- 1887 Medalha de prata - Conisberga
- 1893 Medalha de bronze - Erforte
- 1897 Medalha de prata - Erforte
- 1895 Medalha de ouro - Dresda
- 1897 Medalha de bronze - Lípsia
- 1914 Medalha de prata -  Varsóvia, Polônia
- 1914 Medalha de ouro - Quieve, Rússia
- 1924 Medalha de ouro - Francoforte